# Malaycromia helmuti
Malaycromia helmuti är en stekelart som beskrevs av Gupta 1999. Malaycromia helmuti ingår i släktet Malaycromia och familjen brokparasitsteklar. Inga underarter finns listade i Catalogue of Life.